# 宮騒動
宮騒動（みやそうどう）は、鎌倉時代の寛元4年（1246年）閏4月以降に起きた、北条（名越）光時の反乱未遂および前将軍・藤原頼経（九条頼経）が鎌倉から追放された事件。年号を取って寛元の乱（かんげんのらん）、寛元の政変（かんげんのせいへん）ともいう。また、首謀者より名越の乱（なごえのらん）、名越の変（なごえのへん）とも呼ばれる。

## 概要
北条氏内部の主導権争いと北条氏に反感を抱き将軍権力の浮揚を図る御家人たちの不満が背景にあり、この事件により第5代執権・北条時頼の権力が確立され、得宗（北条家嫡流）の専制権力への道を開いた。
宮騒動と称される理由は『鎌倉年代記裏書』で「宮騒動」と号すとあるためだが、「宮」を用いる由来は不明。事件の背後にいた九条頼経は九条家の一族で「宮」と称されることはあり得ず、結果的にこれより6年後に摂家将軍の追放と親王将軍の誕生へとつながったためではないかとされる。また、九条家の大殿である九条道家が後嵯峨天皇（上皇）・後深草天皇を廃して「六条宮」を擁立する計画があったとする説（「宮」＝六条宮）も浮上している（後述）。

## 背景
仁治3年（1242年）、第3代執権・北条泰時が死去する。嫡子時氏、次子時実はすでに死去していたため、時氏の子・経時が執権職を嗣ぐこととなったが、すでにこの頃、北条家は庶流が多く分立しており、経時の継承に対して不満を持つ者も少なくなかった。特に庶長子であった泰時に対し正室腹の次弟・北条朝時を祖とする名越家は北条氏嫡流（のち得宗と呼ばれる）への対抗心が強く、名越光時らは不満を募らせていた。
一方、幼少時に鎌倉へ下向し、執権北条家の傀儡となっていた4代将軍・藤原頼経も成年に達し、自ら政権を握る意志を持ち、反執権勢力の糾合を図っていた。これに危険を感じた経時は、寛元2年（1244年）に頼経を将軍の座から降ろし、子の頼嗣を擁立した。しかし、頼経はその後も鎌倉に留まり、「大殿」と称されてなおも幕府内に勢力を持ち続けた。
寛元3年（1245年）4月6日、死の間際の泰時の強い意向で出家に追い込まれていた北条朝時が死去している。一方、6月以降『吾妻鏡』や『平戸記』などの公家日記には経時の健康状態に関する記述が現れ始める。
寛元4年（1246年）に入ると、1月に後嵯峨天皇が後深草天皇に譲位して、治天の君として院政を開始する。その際、太閤九条道家（藤原頼経は道家の三男）は不仲であった次男の二条良実を関白から降ろして寵愛する四男の一条実経を新天皇の摂政にした。その直後に鎌倉では経時の病状が悪化し、3月23日、弟・時頼に執権職を譲った直後、閏4月1日に23歳の若さで死去する。

## 事件の経緯
2月28日から3月3日にかけて大殿・頼経は、名越光時・北条時定・北条時隆・狩野為佐・藤原定員・三浦光村らを引き連れて伊豆山神社と箱根神社への二所詣を行っている。それに先駆けて2月22日から7日間の間、御精進屋に籠って二所詣の精進潔斎を行っているが、「殊なる御願」があったためとされている。
3月14日、北条（名越）朝時の後継者であった光時は、父の遺命であるとして信濃国善光寺に一族郎党を集めて法要を行っている。この時には9日後に執権を退く経時の病状悪化を巡って何らかの協議が行われた可能性が高い。
経時の死を好機と見た光時は、頼経や頼経側近の評定衆の後藤基綱・千葉秀胤・三善康持ら反執権派御家人と連携し、時頼打倒を画策するが、時頼方が機先を制した。閏4月18日深夜より3夜連続して、鎌倉市中に甲冑をつけた武士が群集し、流言が乱れ飛ぶ事件が起きる。これが頼経・光時側を混乱に陥れた。5月22日には安達義景邸やその周辺が騒動となり、それが大きく広がっていく。24日深夜に起きた地震の後、時頼は鎌倉と外部の連絡を遮断した。狩野為佐は将軍御所に向かおうとしたが、時頼の命により警護していた渋谷一族は時頼方に行く者は通すが御所に行く者は通せないと追い返した。また光時兄弟が反逆を企んでいることが発覚する。『保暦間記』は、光時は頼経の近習として覚え愛でたく、驕心を持って「我は義時が孫なり。時頼は義時が曾孫なり」と執権になろうとし、頼経も光時に心を寄せていたとしている。翌朝25日、藤原定員が頼経の使者として時頼邸を訪れるが、時頼の家人の諏訪盛重・尾藤景氏によって追い返されている。これらの動きにより将軍御所にいた光時らは陰謀の発覚を悟り、御所を出たものの自邸には戻らず弟時幸とともに出家し、時頼に髻を送って降伏した。光時の弟時章・時長・時兼は野心がないことを事前に時頼に申し入れていたので不問に付された。定員も出家し、息子の定範も縁坐して処分されている。
翌26日、時頼の私邸に北条政村・北条実時・安達義景が集まり、頼経派御家人たちへの対応を協議したが、去就を曖昧にしていた大豪族三浦泰村の動きがまだ不明であったため、速やかな処断を行うことはできなかった。6月1日、名越時幸は死去し、6日に泰村の弟家村が時頼私邸を訪れ、恭順の意志を示したため、時頼方の勝利が確定した。
7日に頼経側近の後藤基綱・狩野為佐・千葉秀胤・三善康持らが罷免され、10日には時頼邸において「深秘の沙汰」と呼ばれる秘密会議が催されて、政村・実時・義景に加え泰村も異心のないことを述べるために参加している。光時は13日に所領を没収され伊豆国江間へ配流となり、千葉秀胤も上総国に追放された。
なお以上は概ね『吾妻鏡』にある記述だが、葉室定嗣の日記『葉黄記』寛元4年6月6日条には、その日に関東の飛脚が到来し、頼経の御所が警固されて、近習の定員が召し籠められ、光時は出家し伊豆国に配流されて、時幸は自害。秀胤は本国に追放され、その他の降伏した者も召し籠められたとある。
また近衛兼経の日記『岡屋関白記』寛元4年6月9日条によると、関東で頼経が陰謀を企み武士たちに命令して時頼を討とうとし、調伏の祈祷を行ったことが発覚して騒動となり、定員を捕らえて拷問にかけたところ全てを白状した。頼経は幽閉され、道家は恐怖に陥っているとある。
『葉黄記』寛元4年6月15日条によると、安達泰盛が前日に関東より上洛し、六波羅探題北条重時に頼経が来月11日に上洛すると報告。7月11日には頼経が鎌倉を追放され、28日に京都へ戻り、鎌倉幕府内における時頼の権力が確立された。翌年の宝治合戦で三浦氏を滅ぼし、時頼の専制体制は完成する。ただし、名越氏は光時の弟の時章を中心に依然として北条氏内部における反得宗勢力として残り、時頼の死後の二月騒動で再び敵対することとなる。

## 後嵯峨・後深草天皇廃立計画説
「宮騒動」の名前の由来について、鎌倉での執権勢力打倒と合わせて、京都でも執権勢力が擁立した後嵯峨上皇・後深草天皇を廃して、順徳天皇系の「六条宮」を擁立しようとしたからだとする説がある（井上幸治・鈴木かほる・曽我部愛ら）。
事件発覚後の6月26日に九条道家は願文を作成し、その中で自分が関東の混乱に乗じて「六条宮」を皇位に就けようとしていると疑われたことを否定する内容で、翌7月16日にも同様の内容の願文を春日大社に納めている。
この「六条宮」についてはこれまで九条道家の側近・平経高の日記である『平戸記』の仁治元年閏10月19日条などに関する通説的な解釈から後鳥羽上皇の皇子で順徳天皇の同母弟である雅成親王と解されてきたが、近年になって高野山文書『宝簡集』二十「金銅三鈷相伝事書案」に記された注記から、順徳天皇の第五皇子で仲恭天皇の異母弟である忠成王が正しいとする解釈が現れた。「六条宮」が雅成親王・忠成王どちらにしても、後鳥羽上皇が承久の乱以前に次代の治天として想定していた順徳天皇に近い皇族で、本来の順徳天皇の後継者である仲恭天皇（母は九条道家の姉・東一条院）が鎌倉幕府による廃位後に早世してしまったこの当時において、それに代わり得る皇位継承の候補者であった。
一方、当時の九条道家の立場を見ると、仲恭天皇・四条天皇という九条家出身の母を持つ天皇が男子を残さずに早世したために天皇の外戚の立場を利用して朝廷を掌握する計画に挫折し、四条天皇崩御後に順徳上皇・雅成親王の母である修明門院と結んで忠成王を擁立し、東一条院が准母になって後見する構想を抱いたものの、執権勢力は後鳥羽上皇によって皇位継承から排除されたはずの土御門上皇の皇子である後嵯峨天皇を即位させ、その混乱に乗じて自分の舅である西園寺公経が自分の娘を天皇の后にしたことで、新天皇の外戚になる術を失っていた。後鳥羽上皇の遺志を踏みにじった皇位継承に憤る修明門院をはじめとする順徳上皇周辺や外戚の地位を失ったことを快く思わない九条道家にとって後嵯峨天皇を排除する動機はあったと言える。
反対派から見れば、朝廷内部に有力な権力基盤を持たず、皇統を支える在俗の兄弟もいない状態で治天の君となった後高倉院（守貞親王）の皇統が20年余りで断絶している現実がある以上、同様の状況で治天の君となる後嵯峨天皇の皇統にもその可能性が期待されていたが、後嵯峨天皇には何人も皇子が誕生して、ついにはその1人である後深草天皇に皇位を譲って院政を始める状況になった。しかし、承久の乱以来、後鳥羽上皇－順徳上皇系統の皇位継承を排除し続けた執権勢力が没落すれば、九条道家の政治力で幕府の新体制と連携して後嵯峨上皇の皇統を覆すことも可能であったと考えられている。更に前述の『平戸記』の寛元3年10月15日条には先に亡くなった名越朝時の使者が平経高の夢の中に現れて竹園に御所を造営すべきことを告げ、経高は竹園を六条宮のことであると解釈しており、九条道家周辺と名越一族の間で皇位継承に関しても何らかの計画を有していたことを示唆しているのである。しかし、鎌倉の動きが失敗に終わった以上、京都の反後嵯峨上皇勢力も幕府の追及を逃れるために反執権勢力との関係を否定する必要に迫られ、前述の九条道家の願文はそのために作成されたと推測されている。だが結局は幕府から後嵯峨上皇への申し入れにより道家は10月に関東申次を罷免されて失脚。公経の子の西園寺実氏が新たな関東申次となっている。
しかし、宮騒動終了後も修明門院を中心とした順徳上皇の皇統を復活させようとする動きが納まることはなかったとみられる。後嵯峨上皇側の公家である葉室定嗣の日記『葉黄記』宝治3年（1249年）2月25日に平経高が秘かに忠成王の元服の儀を執り行ったことを聞いて衝撃を受けている。それを知った幕府は宝治合戦への忠成王の関与を疑い、8月に後嵯峨上皇への徳政実施の申し入れを口実に二階堂幸泰に兵を率いて上洛させ、修明門院らを直接問い糾している。修明門院は依然として順徳天皇の皇統を維持できるだけの荘園群を保有しており、それを背景に後鳥羽上皇の正統な継承者の地位を後嵯峨上皇と争っていた。曽我部愛は親王将軍成立の背景として、鎌倉幕府側の事情だけでなく、自己の皇統を否定し続ける修明門院や順徳天皇の子孫達に脅かされ続けた後嵯峨上皇側の事情があったことも指摘している。